# فيلكان
فيلكان (يُكتب أيضًا فيلاكان) كان نبيلًا فارسيًا شغل منصب حاكم مقاطعة ميشان الساسانية. وفي عام 637 هُزم وقُتل أثناء الفتح الإسلامي لفارس.